# Лонки-Ворцинское (сельское поселение)
Лонки-Ворцинское — упразднённое муниципальное образование со статусом сельского поселения в Игринском районе Удмуртии Российской Федерации.
Административный центр — деревня Лонки-Ворцы.

## История
Статус и границы сельского поселения установлены Законом Удмуртской Республики от 19 ноября 2004 года № 65-РЗ «Об установлении границ муниципальных образований и наделении соответствующим статусом муниципальных образований на территории Игринского района Удмуртской Республики»
К 18 апреля 2021 года упраздняется в связи с преобразованием района в муниципальный округ.

## Население
| 2010 | 2012 | 2013 | 2014 | 2015 | 2016 | 2017 |
| ---- | ---- | ---- | ---- | ---- | ---- | ---- |
| 655  | ↘647 | ↘629 | ↗637 | ↗643 | ↘639 | ↗642 |
| 2018 | 2019 | 2020 |      |      |      |      |
| ↗648 | ↘614 | ↘605 |      |      |      |      |

## Состав сельского поселения
| № | Населённый пункт | Тип населённого пункта          | Население |
| - | ---------------- | ------------------------------- | --------- |
| 1 | Лонки-Ворцы      | деревня, административный центр | ↘403      |
| 2 | Малые Мазьги     | деревня                         | ↘54       |
| 3 | Порвай           | деревня                         | ↗190      |